# Sturer Emil
Sturer Emil (12,8 cm Selbstfahrlafette auf VK3001(H) „Sturer Emil“) е прототип на германски унищожител на танкове от времето на Втората световна война. Шасито на танка е базирано на прототипа на Хеншел – VK3001, а въоръжението е 128 mm K L/61 танково оръдие на Рейнметал.
Конструирани са два прототипа (наименовани Макс и Мориц), които служат на Източния фронт – изпратени са за войскови изпитания в 3-та рота на 521-ви тежък изтребително-противотанков дивизион (3/schwere Panzerjager Abteilung 521), действащ в състава на група армии „Юг“. Използвани са за бойни действия в Донските степи, а после и в обсадата на Сталинград. Единият е унищожен, а другият е пленен в Сталинград през 1943 г. с 22 белега за успешни попадения, отбелязани на дулото. Плененият танк е изложен в музея на танкове Кубинка.